# Rio Cioaca Radeşului
O Rio Cioaca Radeşului é um rio da Romênia, afluente do Cârligu, localizado no distrito de Hunedoara.